# Peniscarcinoom
Peniscarcinoom, peniskanker of penistumor is kanker aan de penis. In de meeste gevallen gaat het om een plaveiselcelcarcinoom van de eikel. De overlevingsverwachting voor mannen met deze vorm van kanker is 50 tot 60% voor 5 jaar. De kans dat de kanker terugkeert is groot waardoor een regelmatige controle over een langere periode noodzakelijk is. Onbesneden mannen in de leeftijd van 50 tot 80 jaar lopen een verhoogd risico op deze vorm van kanker.